# Seznam beloruskih nogometašev
Seznam beloruskih nogometašev.

## B
- Valentin Belkevič

## G
- Sergei Gurenko

## H
- Aliaksandr Hleb
- Vjačeslav Hleb

## K
- Artem Kontsevoj
- Vitali Kutuzov

## M
- Eduard Malofejev

## P
- Juri Puntus

## S
- Aleksandr Sulima